# موب سايكو 100
موب سايكو 100 (باليابانية: モブサイコ100) هي ويب كومكس من تأليف وان بدأ نشرها يوم الأحد 18 أبريل 2012. ثم ترجمت للصينية وبدأ نشرها في تايوان في 16 أبريل 2014. المانغا متاحة على الإنترنت عن طريق تطبيق شوغاكوكان مانغا وان ابتداءً من ديسمبر 2014. عُرض لاحقًا بين يوليو وسبتمبر من 2016 أنمي للعمل من إنتاج استوديو بونز. ثم تم إصدار النسخة الإنجليزية من الانمي من قبل فنميشن في ديسمبر 2016.

## القصة
القصة تدور حول الفتى “موب” حيث انه يستطيع ثنيَ الملاعق ورفعَ الأشياء بعقله في سنٍ مُبكّرة، ولكنّه امتنع تدريجيًا عن استخدام قدرته في الأماكن العامّة وهو ينفجر إذا وصلت قدرته العاطفية إلى 100%، هذا الفتى ذو القوة النفسية امتلك لقب “موب” و قام بكبت قدرته النفسية حتى يتمكن من العيش بشكل طبيعي ويحظى بصداقة مع زميلته في الصف.

## الشخصيات
- شيغيو كاغياما (باليابانية: 影山 茂夫) / موب (باليابانية: モブ)

مؤدي الصوت: سيتسو ايتو.
- اراتاكا ريغين (باليابانية: 霊幻 新隆)

مؤدي الصوت: تاكاهيرو ساكوراي.
- ياكوبو (باليابانية: エクボ)

مؤدي الصوت: أكيو أوتسكا.
- ريتسو كاغياما (باليابانية: 影山 律)

مؤدي الصوت: ميو إيرينو.
- تيروكي هانازاوا (باليابانية: 花沢 輝気)

مؤدي الصوت: يوشيتسوغو ماتسوؤكا.
- تويتشيرو سوزوكي (باليابانية: 鈴木 統一郎)
- شو سوزوكي (باليابانية: 鈴木将)

## الجوائز والترشيحات
| قائمة الجوائز والترشيحات | قائمة الجوائز والترشيحات | قائمة الجوائز والترشيحات | قائمة الجوائز والترشيحات | قائمة الجوائز والترشيحات | قائمة الجوائز والترشيحات |
| السنة                    | الجائزة                  | الفئة                    | المستلم                  | النتيجة                  | م.                       |
| ------------------------ | ------------------------ | ------------------------ | ------------------------ | ------------------------ | ------------------------ |
| 2024                     | جوائز كرانشي رول للأنمي  | أفضل تحريك               | موب سايكو 100 - موسم 3   | رُشِّح                      | [ 8 ]                    |
| 2024                     | جوائز كرانشي رول للأنمي  | أفضل شخصية رئيسية        | موب                      | رُشِّح                      | [ 8 ]                    |
| 2024                     | جوائز كرانشي رول للأنمي  | أفضل شخصية مساندة        | اراتاغا ريغن             | رُشِّح                      | [ 8 ]                    |
| 2024                     | جوائز كرانشي رول للأنمي  | أفضل أداء صوتي - العربية | محمد دلعو                | رُشِّح                      | [ 8 ]                    |

## روابط خارجية
- موب سايكو 100 على موقع ANN manga (الإنجليزية)